# Lerma (Itália)
Lerma é uma comuna italiana da região do Piemonte, província de Alexandria, com cerca de 801 habitantes. Estende-se por uma área de 14,5 km², tendo uma densidade populacional de 55 hab/km². Faz fronteira com Bosio, Casaleggio Boiro, Castelletto d'Orba, Montaldeo, Silvano d'Orba, Tagliolo Monferrato.

## Demografia
| Variação demográfica do município entre 1861 e 2011                               |
|                                                                                   |
| Fonte: Istituto Nazionale di Statistica (ISTAT) - Elaboração gráfica da Wikipedia |